# Drassodex
Drassodex is een geslacht van spinnen uit de familie bodemjachtspinnen (Gnaphosidae).

## Soorten
De volgende soorten zijn bij het geslacht ingedeeld:
- Drassodex cervinus (Simon, 1914)
- Drassodex drescoi Hervé, Roberts & Murphy, 2009
- Drassodex fritillifer (Simon, 1914)
- Drassodex granja Hervé, Roberts & Murphy, 2009
- Drassodex heeri (Pavesi, 1873)
- Drassodex hispanus (L. Koch, 1866)
- Drassodex hypocrita (Simon, 1878)
- Drassodex lesserti (Schenkel, 1936)
- Drassodex simoni Hervé, Roberts & Murphy, 2009
- Drassodex validior (Simon, 1914)